# Samjiyon
Samjiyŏn, o Samjiyŏn-kun, es un distrito de la provincia de Ryanggang, en Corea del Norte. Tiene su propio aeropuerto. Da su nombre a tres lagos de la región, los cuales son conocidos como Samjiyon. Cerca de Samjiyon está situado el Monte Paektu, muchos turistas frecuentan la zona para visitar esta montaña. Desde diciembre de 2019 su capital es Samjiyon, ciudad que se construyó entre 2018 y 2019 inaugurada el 2 de diciembre de ese año.
Muchos edificios de la zona han sido restaurados, y se han construido algunos nuevos, incluyendo un centro de ocio para jóvenes, construido en 2005. Algunas de las actividades de ocio más comunes en Samjiyon son el esquí. También hay asociaciones de jóvenes que se dedican al escultismo o al senderismo financiadas por las escuelas locales. Estas desarrollan sus actividades en los alrededores del Monte Baekdu.
En 2005, el aeropuerto permaneció cerrado varios meses debido a unas ampliaciones que se estaban realizando. Dichas reformas fueron llevadas a cabo por el grupo Hyundai.
En diciembre de 2019, el Líder Supremo de la República Popular Democrática de Corea, Kim Jong-un, inauguró de forma oficial la ampliación del municipio, denominado por el Estado como la consagración de la "utopía socialista", con multitud de edificios residenciales, centros comerciales, centros de salud, museos y una renovada estación de esquí. Se prevé que cerca de 4000 familias se trasladen a la nueva ciudad, gracias a la nueva línea de ferrocarril hasta Hyesan, la construcción de 10 000 viviendas y fábricas de tratamiento de alimentos.

## Historia
A fines de la década de 1930, cuando se inauguró la ruta de vigilancia Gapmu que conecta Hyesan y Musan, aumentó el número de turistas al Lago Samjiyon.

## Aeropuerto
En el Aeropuerto de Samjiyon operan aviones militares (Fuerzas aéreas de la República Popular Democrática de Corea) y a la vez vuelos comerciales operados por la aerolínea oficial del estado, Air Koryo. 
- Vuelos comerciales:
  - Air Koryo: Pionyang, Wonsan y Chongjin